# Schwarzer Graben (Glenne)
Der Schwarze Graben ist ein orografisch rechtes Nebengewässer der Glenne in Nordrhein-Westfalen, Deutschland. Er hat eine Länge von 9,3 km. 

## Flussverlauf
Der Schwarze Graben entsteht in der Bauerschaft Wulfhorst südlich der Stadt Rietberg und fließt in südwestliche Richtung ab. Nach der Durchquerung der ehemals selbständigen Landgemeinde Moese führt das Gewässer zunächst durch ein Industriegebiet nördlich des Rietberger Stadtteils Mastholte und anschließend westlich an der Ortschaft vorbei. Ab dort bildet der auch als Graft bezeichnete Schwarze Graben auf einem mehr als drei Kilometer langen Teilstück die Grenze der Stadt Rietberg zur Gemeinde Langenberg. In diesem Bereich wird zunächst rechtsseitig der Brandgraben, und anschließend die von links aus Richtung Westenholz zulaufende Vennegosse aufgenommen. 
Rund 600 m flussabwärts erfolgt mit der Westenholzer Umleitung die Aufnahme eines weiteren rechtsseitigen Gewässers. Rund 400 m nachdem der Schwarze Graben auf Höhe des Ortsteils Benteler komplett in die Gemarkung von Langenberg eingetreten ist, mündet er rechtsseitig in die in diesem Bereich noch Haustenbach genannte Glenne.

## Charakteristik
Der Schwarze Graben überwindet während seiner Fließstrecke einen Höhenunterschied von lediglich drei Metern, somit ergibt sich ein mittleres Sohlgefälle von 0,3 ‰. Als Tieflandgewässer mit derart geringem Gefälle verfügt der Schwarze Graben kaum über Fließbewegung, die Vegetation des stark verkrauteten Bachlaufes entspricht daher der eines stehenden Gewässers. Im Zuge von Ausbaumaßnahmen in den 1960er Jahren erhielt der Schwarze Graben massive Sohl- und Uferbefestigungen, wodurch in vielen Abschnitten ein kanalartiger Charakter vorherrschend ist. Das Gewässer führt weitgehend durch landwirtschaftlich genutzte Flächen, teilweise auch entlang von Straßen. Abschnittweise finden sich zwar Gruppen von Ufergehölzen, jedoch ohne strukturbildende Funktion. Dementsprechend wird das Gewässer derzeit fast durchgängig der Gewässerstrukturgüteklasse VII zugeordnet, was einer übermäßigen Schädigung der Gewässerstruktur entspricht. Nur in wenigen Abschnitten wird die einer starken Schädigung entsprechende Güteklasse VI erreicht.
Laut des Gewässergüteberichts 2001 des Landesumweltamtes NRW befindet sich der Lauf des Schwarzen Grabens durchgehend im Bereich der Güteklasse III, was einer starken Verschmutzung entspricht. Streckenweise wurde eine nicht unerhebliche Verockerung des Gewässerlaufes festgestellt. Der im Jahr 2004 veröffentlichte Ergebnisbericht zur Bestandsaufnahme hinsichtlich der Wasserrahmenrichtlinien-Umsetzung bestätigt diese Einstufung.
Der Lauf des Schwarzen Grabens wird durchgängig dem Fließgewässertyp 19 zugeordnet und gilt damit als Kleines Niederungsfließgewässer in Fluss- und Stromtälern.

## Wasserscheide
Der Schwarze Graben entsteht nur rund 200 Meter südlich des Verlaufs des Grubebaches, dessen Südufer in diesem Bereich die Rhein-Ems-Wasserscheide markiert. Über ein Grabensystem besteht auch eine direkte Verbindung zwischen den Gewässern.